# Универзитет у Будимпешти
Универзитет у Будимпешти или Универзитет „Лоранд Етвош” (енгл. Eötvös Loránd Tudományegyetem, ELTE) је државни универзитет у Будимпешти. Основан је 1635. године. Једна је од највећих и најпрестижнијих државних установа високог образовања у Мађарској. Броји око 28.000 студената на девет факултета и истраживачка института који се налазе у Будимпешти и обалама Дунава. Пет добитника Нобелове награде похађало је овај универзитет, док је 2021. године Ласло Ловас освојио Абелову награду.

## Значајни алумни
Добитници Новелове награде:
- Филип Ленард, Нобелова награда за физику (1905)
- Алберт Сент Ђерђи, Нобелова награда за физиологију или медицину за проналазак витамина C (1937)
- Ђерђ де Хевеш, Нобелова награда за хемију (1943)
- Ђерђ фон Бекеши, Нобелова награда за физиологију или медицину (1961)
- Џон Харсањи, Нобелова награда за економију (1994)

- Филип Ленард, физичар
- Алберт Сент Ђерђи, биохемичар
- Ђерђ де Хевеш, хемичар
- Ђерђ фон Бекеши, биофизичар